# جنگل‌های مارسلبورگ
جنگل‌های مارسلبورگ (به لاتین: Marselisborg Forests) یک منطقهٔ مسکونی و جنگل در دانمارک است که در Aarhus Municipality واقع شده‌است.